# Europsko prvenstvo u odbojci za žene – Nizozemska i Belgija 2015.
29. Europsko prvenstvo u odbojci za žene održano je između 26. rujna i 4. listopada 2015. godine u Belgiji i Nizozemskoj.
Na prvenstvu je nastupilo 16 djevojčadi. Utakmice su se igrale u Apeldoornu, Rotterdamu, Antwerpenu i Eindhovenu
Rusija je obranila naslov europskih prakinja osvojivši sveukupno 19. naslov u svojoj povijesti. Jedini poraz na prvenstvu zadala im je Hrvatska u skupini.
Najboljom igačicom prvenstva proglašena je Ruskinja Tatjana Košeleva.

## Vanjske poveznice
- Službene stranice prvenstva (engl.)
- Utakmice i rezultati na todor66.com (engl.)